# 오하마정 (시즈오카현)
오하마정(大浜町)은 시즈오카현 오가사군에 설치되었던 정이다. 현재의 가케가와시에 해당한다.